# Lejeunea talamancensis
Lejeunea talamancensis är en bladmossart som beskrevs av M.E.Reiner et Schäf.-verw.. Lejeunea talamancensis ingår i släktet Lejeunea och familjen Lejeuneaceae. Inga underarter finns listade i Catalogue of Life.